# Nefertari (vợ của Thutmose IV)
Nefertari (hay Nefertiry) là Chính thất Vương hậu đầu tiên của Pharaon Thutmose IV thời kỳ Vương triều thứ 18 trong lịch sử Ai Cập cổ đại. Không rõ xuất thân của Nefertari, nhưng chắc chắn bà không xuất thân từ vương thất vì bà không mang danh hiệu của một vương nữ.
Trước đây, sự tồn tại của bà từng bị phủ nhận, và được cho là cùng một người với vương hậu Ahmose-Nefertari. Tuy nhiên, có đến ít nhất 7 tấm bia đá từ Giza cho thấy Nefertari và Thutmose IV đang dâng lễ các vị thần. Nếu đó là Ahmose-Nefertari, với số lần xuất hiện nhiều như vậy ở một khu vực mà không có giáo phái nào tôn thờ bà thì điều rất khó xảy ra (Ahmose-Nefertari chủ yếu được tôn thờ ở Thebes). Các vương hậu vùng Giza luôn được gọi với danh hiệu Chính thất Vương hậu (Great Royal Wife), nhưng chưa bao giờ là Phối ngẫu của Thần (God's wife), một danh hiệu thường thấy nhất của Ahmose-Nefertari.
Ngoài ra, một cái nhẫn bằng đá vỏ chai được tìm thấy ở Gurob (gần Faiyum) có khắc tên của Nefertari và Menkheprure (tên ngai của Thutmose IV), và một bia đá hoa cương tại đền Luxor xác nhận bà là vương hậu của Thutmose IV trên hai vùng Ai Cập.
Không có ghi chép nào cho thấy Nefertari đã hạ sinh người con nào cho Thutmose, và cũng không rõ bà qua đời khi nào và được an táng tại đâu. Vương hậu thứ hai được biết đến của Thutmose IV là Iaret, cũng là em gái cùng cha với ông.